# Hannelore Elsner
Hannelore Elsner (ur. 26 lipca 1942 w Burghausen, zm. 21 kwietnia 2019 w Monachium) – niemiecka aktorka filmowa, teatralna i telewizyjna. Laureatka  Niemieckiej Nagrody Filmowej oraz Nagrody Telewizji Bawarskiej.

## Życiorys
Urodziła się w Burghausen w Bawarii. Dorastała w Monachium. Jej brat mając trzy lata zginął podczas nalotu bombowego. Kiedy miała osiem lat, zmarł jej ojciec, z zawodu inżynier. W 1962 ukończyła szkołę teatralną w Burghausen. Występowała w teatrach w Monachium i Berlinie, m.in. w 1966 w spektaklu Tango Mrożka u boku Helmuta Griema.
W wieku 17 lat zadebiutowała jako niania Millerów w filmie muzycznym Freddy pod dziwnymi gwiazdami (Freddy unter fremden Sternen, 1959). Po występie jako doktor Renate Winter w dramacie telewizyjnym Istvána Szabó Zielony ptak (Der grüne Vogel, 1980) z Krystyną Jandą i Danutą Szaflarską, grywała ze swoim seksapilem w raczej płytkich filmach rozrywkowych. Wystąpiła potem w filmie Krzysztofa Zanussiego Długa rozmowa z ptakiem (1992) u boku Daniela Olbrychskiego, a także wielu filmach telewizyjnych i serialach, w tym Tatort (Miejsce zbrodni)  i Klinika w Schwarzwaldzie.
Ze związku z reżyserem Dieterem Wedelem miała syna Dominika (ur. 1981).
Zmarła 21 kwietnia 2019 w wieku 76 lat w Monachium na raka.

## Filmografia

### filmy fabularne
- 1992: Długa rozmowa z ptakiem jako Polly
- 2008: Hanami – Kwiat wiśni jako Trudi Angermeier
- 2009: Śpiąca królewna jako zła wróżka Maruna
- 2009: Muzykanci z miasta Bremy jako Kot (głos)
- 2010: Alles Liebe jako Irma Bergner
- 2012: Jezus mnie kocha jako  Sylvia
- 2014: Hin und weg jako Irene

### seriale TV
- 1983: Tatort: Peggy hat Angst jako Maria „Peggy“ Karoly
- 1985: Tatort: Schicki-Micki jako Vera Jansen
- 1987: Tatort: Tod im Elefantenhaus jako dr Christine Lohnert
- 1987-1988: Klinika w Schwarzwaldzie jako Maria Rotenburg
- 1990: Tatort: Howalds Fall jako Eva Wirz
- 1993: Tatort: Renis Tod jako Gila Abt
- 1997: Tatort: Gefährliche Übertragung jako detektyw główny komisarz Lea Sommer
- 1997: Tatort: Alptraum jako detektyw główny komisarz Lea Sommer
- 2007: Wojna i pokój jako hrabina Rostowa

## Nagrody
- 2000: Bayerischer Filmpreis
- 2002: Adolf-Grimme-Preis
- 2002: Bambi
- 2003: Hessischer Fernsehpreis
- 2006: Bayerischer Fernsehpreis
- 2007: Goldener Ochse
- 2008: Bayerischer Verdienstorden